# ردندرة كهرمانية
ردندرة كهرمانية (الاسم العلمي:Rhododendron fulvum) هي نوع من النباتات تتبع جنس الردندرة من الفصيلة الخلنجية.